# Алмело
Алмело (хол. Almelo) муниципалитет је и град у Холандији у провинцији Оверејсел. Град је познат по фудбалском клубу Хераклес.